# 君なんだもの
『君なんだもの』は、2008年12月4日に発売されたあえか4作目のシングル（自主制作シングルを除けば3作目）。

## 解説
- このシングルに収録されている曲はアルバム「太陽の生まれる場所」には収録されていない。

## 収録曲
1. 君なんだもの
  - 作詞・作曲:あえか
2. 頑固なLaLaLa
  - 作詞・作曲:あえか
3. オルゴール
  - 作詞・作曲:あえか